# Риђогруди гуан
Риђогруди гуан (лат. Penelope pileata) је врста птице из рода Penelope, породице Cracidae. Живи искључиво у сливу Амазона у Бразилу. Природна станишта су јој суптропске и тропске влажне низинске шуме. Угрожена је губитком станишта.